# Judith Angerbauer
Judith Angerbauer (geboren 1977) ist eine deutsche Drehbuchautorin und Filmregisseurin.

## Leben
Judith Angerbauer arbeitete ab 1997 als Regie-, Kostüm- und Ausstattungsassistentin an verschiedenen Theatern und schrieb nebenher Kurzfilmdrehbücher. 2005 schrieb sie gemeinsam mit Matthias Glasner das Drehbuch zu dem Fernsehspiel Mathilde liebt sowie 2006 mit ihm und Jürgen Vogel das Drehbuch für Der freie Wille (2006). Im gleichen Jahr gründete sie gemeinsam mit Caroline Kirberg und Michael Kotschi die Produktionsfirma juccafilm in Berlin.
In der Folge schrieb sie Drehbücher für mehrere Folgen der Fernsehserie Tatort. Dort ist sie Drehbuchautorin für Das letzte Rennen (2006) mit Lars Kraume, Der frühe Abschied (2008) und Architektur eines Todes (2009). 2011 war sie Drehbuchautorin für die Komödie Mein Bruder, sein Erbe und ich für die Regisseurin Imogen Kimmel sowie 2013 zusammen mit Thorsten Wettcke für den Krimi Die Kronzeugin – Mord in den Bergen von Christiane Balthasar.
2011/2012 inszenierte Angerbauer in Co-Regie mit Bernhard Landen das Psychodrama Sonnwende, das 2013 beim Filmfestival Max Ophüls Preis 2013 uraufgeführt wurde. Mit Lena Kiessler und Lars Kraume schrieb sie die Drehbücher zur Serie Die Neue Zeit, die 2019 erschien.
2022/2023 schrieb sie jeweils eine Folge für Staffel 3 und 4 der Sky-Serie Das Boot sowie zusammen mit der Regisseurin Laura Schroeder das Buch zum Kinofilm Maret. Außerdem entstand unter der Head-Autorenschaft von Judith Angerbauer die ZDF-NEO Serie Was wir fürchten.
2024 entstand ihr Spielfilm-Debüt Sabbatical als Regisseurin, mit Seyneb Saleh, Trystan Pütter und Sebastian Urzendowsky in den Hauptrollen. Der Film feiert auf dem Filmfest München seine Weltpremiere.

## Filmografie

### Drehbuch
- 2001: Mein Beitrag zur deutschen Leitkultur – Deutschland braucht Hilfe!
- 2003: Cover
- 2005: Mathilde liebt
- 2006: Der freie Wille (Fernsehfilm)
- 2006: Tatort – Das letzte Rennen (Fernsehfilm)
- 2008: Tatort – Der frühe Abschied (Fernsehfilm)
- 2009: Egoiste
- 2009: Tatort – Architektur eines Todes (Fernsehfilm)
- 2011: Mein Bruder, sein Erbe und ich (Fernsehfilm)
- 2013: Die Kronzeugin – Mord in den Bergen (Fernsehfilm)
- 2019: Die Neue Zeit (Fernsehserie)
- 2022: Das Boot (The Enemy of My Enemy, Staffel 3)
- 2022: Maret
- 2023: Was wir fürchten
- 2024: Sabbatical
- 2024: Uncivilized (Folge 2: Ukraine)

### Regie
- 2003: Cover
- 2009: Egoiste
- 2012: Sonnwende
- 2024: Sabbatical

### Darstellerin
- 2001: 99euro-films
- 2001: Die Selbsttötung der Sara W.

## Belege
1. 1 2 3 4 5  Judith Angerbauer bei filmportal.de, abgerufen am 29. November 2022.

| Personendaten    | Personendaten                                |
| ---------------- | -------------------------------------------- |
| NAME             | Angerbauer, Judith                           |
| KURZBESCHREIBUNG | deutsche Drehbuchautorin und Filmregisseurin |
| GEBURTSDATUM     | 1977                                         |